# Today's Specials
Today's Specials is een muziekalbum uit 1996 waarop leden van de Britse skaband The Specials coverversies spelen van voornamelijk reggaeklassiekers. Daar het niet de originele Specials betreft spreken sommigen ook wel van een gelijknamig debuut. Alleen zangers Neville Staple en Lynval Golding, gitarist Roddy 'Radiation' Byers, bassist Horace Panter, en voormalig Selecter-drummer Charley 'Harrington' Bembridge hebben de essentiële periode (1979-1981) meegemaakt waarin de Specials via hun 2 Tone-label de ska-revival op gang brachten. Via een samenwerking met de Jamaicaanse zanger Desmond Dekker maakten ze midden jaren 90 een doorstart, en met de optredens nam ook de vraag naar nieuw materiaal toe. 
Today's Specials verscheen op Kuff Records, het label van UB 40-frontman Ali Campbell, en bracht de singles Hypocrite (Bob Marley) en Pressure Drop (Toots & The Maytals) voort. Het album werd echter slecht ontvangen, vooral omdat het grotendeels uit computergeprogrammeerde demo-opnamen bestond; de oudste dateerden van 1992 toen Staple, Golding en Panter met de 2 Tone-supergroep Special Beat toerden.  Staple betreurde deze gang van zaken, en Golding was het eens met de kritiek van Specials-oprichter Jerry Dammers. "Ik werd op een ochtend wakker in Parijs en dacht bij mezelf 'waar zijn we in godsnaam mee bezig ? Dit zijn de Specials niet; ik mis Jerry, ik mis Terry (zanger) en ik mis Brad (drummer)".                         
De originele bezetting van The Specials (zonder Dammers) werd eind jaren 00 heropgericht.

## Tracklijst
| Nr. | Titel                             | Duur |
| --- | --------------------------------- | ---- |
| 1.  | Take Five                         | 3:56 |
| 2.  | Pressure Drop                     | 4:18 |
| 3.  | Hypocrite                         | 3:25 |
| 4.  | Goodbye Girl                      | 3:57 |
| 5.  | A Little Bit Me, A Little Bit You | 4:32 |
| 6.  | Time Has Come                     | 5:09 |
| 7.  | Dirty Old Town                    | 3:33 |
| 8.  | Somebody Got Murdered             | 3:06 |
| 9.  | Shanty Town 007                   | 3:57 |
| 10. | Simmer Down                       | 3:46 |
| 11. | Maga Dog                          | 2:54 |
| 12. | Bad Boys                          | 5:08 |